# Haus Berweiler

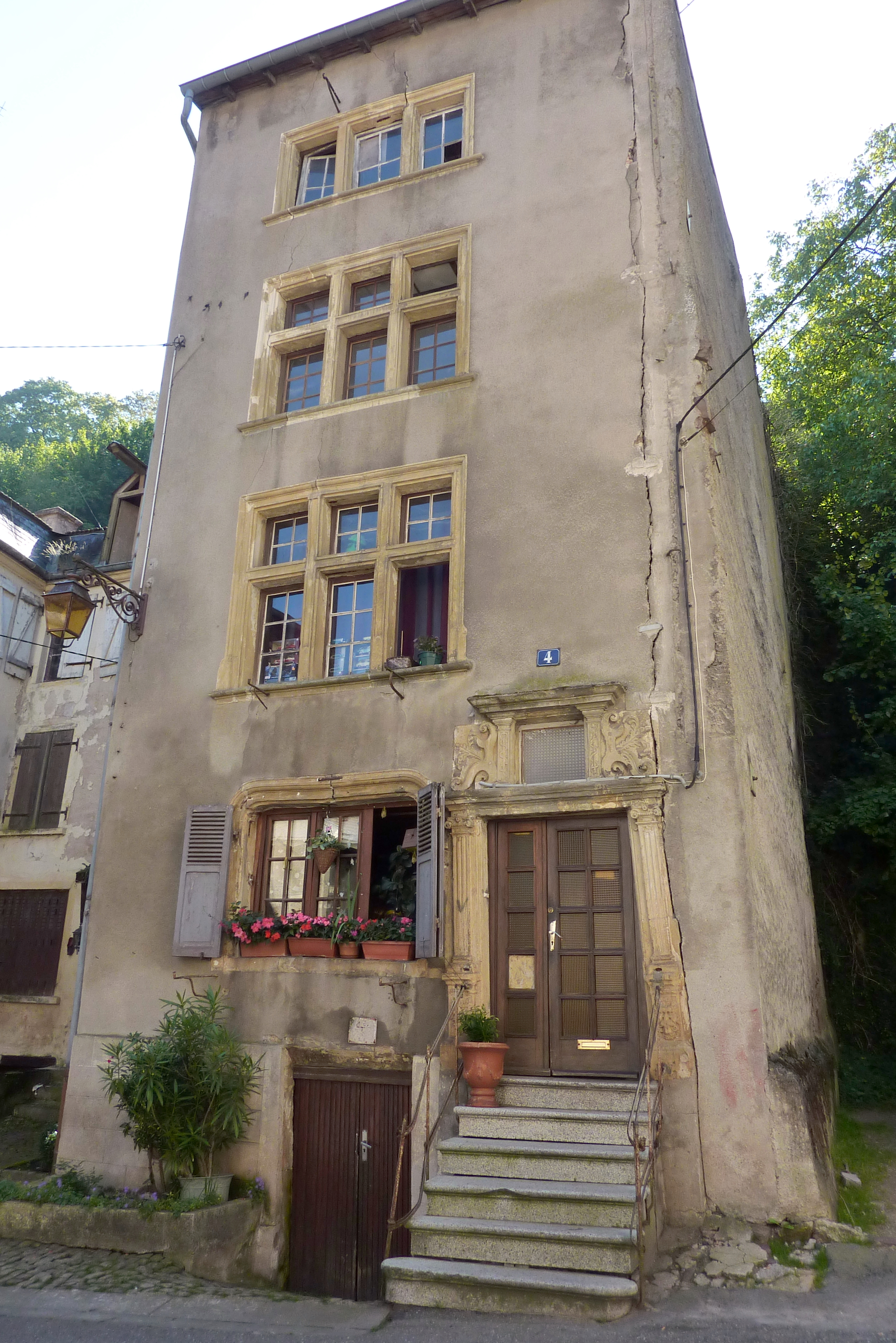
Haus Berweiler in Sierck-les-Bains

Das Haus Berweiler in Sierck-les-Bains, einer Gemeinde im französischen Département Moselle in der Region Grand Est, ist ein im Jahr 1624 erbautes Haus. Es befindet sich an der Rue de la Tour de L'Horloge Nr. 4.

## Geschichte
Der Tuchmacher Berweiler ließ das Gebäude 1624 errichten. Das zum Schutz vor Hochwasser erhöht gebaute Erdgeschoss wurde als Ladenlokal genutzt. Der straßenseitige Giebel des Hauses ist heute nicht mehr vorhanden. Die Eingangstür wird von Wandpfeilern mit ionischen Kapitellen umrahmt. Die Fenster des Erdgeschosses und der drei oberen Geschosse besitzen Steinkreuzfenster mit Profilierungen.
Das Gebäude ist seit längerer Zeit unbewohnt und aufgrund jahrzehntelanger Verwahrlosung stark baufällig, einsturzgefährdet und derzeit (2021) durch einen Bauzaun abgesperrt. Ein dort angebrachter, öffentlich einsehbarer Erlass des Bürgermeisters fordert den Eigentümer zum Abriss des Gebäudes auf.